# Transylvania Open
A Transylvania Open 2021-től évente megrendezett WTA250 kategóriájú női tenisztorna Kolozsváron. A tornát fedettpályán, kemény borításon rendezik a Sala Polivalentában.
2022-ben és 2023-ban a részt vevő teniszezők a WTA250 legjobb tornájának szavazták meg, értékelve a személyzetet és a szervezést, a szurkolókat, valamint a sportág és a sportolók széles körű támogatását.
2021–2023-ban októberben rendezték meg, míg 2024-től kezdődően februárban került sor rá.

## A döntők eredményei

### Egyéni
| Év   | Bajnok                | Döntős              | Eredmény      |
| ---- | --------------------- | ------------------- | ------------- |
| 2021 | Anett Kontaveit       | Simona Halep        | 6–2, 6–3      |
| 2022 | Anna Blinkova         | Jasmine Paolini     | 6–2, 3–6, 6–2 |
| 2023 | Tamara Korpatsch      | Elena-Gabriela Ruse | 6–3, 6–4      |
| 2024 | Karolína Plíšková     | Ana Bogdan          | 6–4, 6–3      |
| 2025 | Anasztaszija Potapova | Lucia Bronzetti     | 4–6, 6–1, 6–2 |

### Páros
| Év   | Bajnokok                         | Döntősök                                    | Eredmény         |
| ---- | -------------------------------- | ------------------------------------------- | ---------------- |
| 2021 | Irina Bara Ekaterine Gorgodze    | Aleksandra Krunić Lesley Pattinama Kerkhove | 4–6, 6–1, [11–9] |
| 2022 | Kirsten Flipkens Laura Siegemund | Kamilla Rahimova Jana Szizikova             | 6–3, 7–5         |
| 2023 | Jodie Burrage Jil Teichmann      | Léolia Jeanjean Valerija Sztrahova          | 6–1, 6–4         |
| 2024 | Asia Muhammad Catherine McNally  | Harriet Dart Tereza Mihalíková              | 6–3, 6–4         |
| 2025 | Magali Kempen Anna Sisková       | Jaqueline Cristian Angelica Moratelli       | 6–3, 6–1         |